# 切琼乡
切琼乡（藏語：བྱེ་ཆུང་），是中华人民共和国西藏自治区日喀则市谢通门县下辖的一个乡镇级行政单位。

## 行政区划
切琼乡下辖以下地区：
切琼村和切勤村。